# 警察談判組
警察談判組（俗稱談判專家；英文：Police Negotiation Cadre，縮寫：PNC）於1975年成立，隸屬於香港警務處刑事及保安處保安部，其主要責任為反恐怖活動、挾持人質、絕困及企圖自殺案件等談判，並且協助大型公眾活動中的協調事務。警察談判組為世界上歷史最悠久的警察談判專家單位之一，於2010年出動了81次（當中70%為企圖自殺案件），其成功率高達80%。世界多國警察經常邀請警察談判組遠赴海外擔任授課主管以及派員來到香港共同接受訓練，包括澳門、英國蘇格蘭和新西蘭等，以警察談判組作為首選標準機構。

## 組織
- 警察談判組：由警務處助理處長（行動）直接指揮，現由一名高級警司級人員出任主管（英文：Commanding Officer），下設三名副主管，兼任帶領談判小隊, 訓練組, 及研究及發展組。崗位屬於兼任職務，約每星期輪值，24小時候命。

- - 談判組副主管A：現由一名總警司領導
    - 第一隊：由一名隊長(現職總督察)領導，負責接收於每月1-8日發出的召喚。
      - 反恐怖活動小分隊：當值時為6名人員，包括小分隊的隊長、談判員、策略員、聯絡員、物料供應員和紀錄員。

    - 第二隊：由一名隊長(現職警司)領導，負責接收於每月8-16日發出的召喚。
      - 反恐怖活動小分隊

  - 談判組副主管B：現由一名高級警司領導
    - 第三隊：由一名隊長(現職警司)領導，負責接收於每月16-24日發出的召喚。
      - 反恐怖活動小分隊

    - 第四隊：由一名隊長(現職總督察)領導，負責接收於每月24-1日發出的召喚。
      - 反恐怖活動小分隊[2]

  - 談判組副主管C：現由一名警司領導
    - 訓練組：由一名總訓練主任(CTO)(現職警司)領導，主要負責籌備及主持訓練事務，舉辦危機談判課程，並且根據國際經驗及社會的轉變，重新整理及修訂年度的課程內容，以理論性及實用性為本，務求人員全面掌握綜合談判技巧。
    - 研究及發展組：由一名研發主任(OC R&D)(現職警司)領導，負責研究各地的案例，並與不同機構及大學合作, 分析針對不同人的游說技巧，以及研究其自殺原因等，為其知識以及技巧進行更新、檢討以及分析，用以優化談判組的處理危機能力[3][4]。

### 歷任主管
- Tom Delbridge（1979 - 1991）
- Bill Mclntyre（1991 - 1995）
- 黃敦義（1995 - 1998）
- 孟義勤總警司（Peter Morgan，1998年2月1日至2010年1月3日）
- 黃廣興總警司（2010年1月4日至2021年12月1日）
- 廖珈奇總警司（2021年12月1日至今）

## 歷史

### 警察談判組成立
1974年5月24日，發生香港歷史上首宗劫匪與警察對峙的事件。兩名疑犯持械行劫寶生銀行旺角分行時，銀行職員將銀行閘門關閉，意圖圍困兩名疑犯，其中一名疑犯及時逃離，另外一名疑犯則被困於銀行。其後，該名疑犯挾持銀行內11名職員，與警察對峙達20小時，期間警察6次透過電話與疑犯談判，試圖勸服他自首，最後疑犯要求警察提供汽車予其逃走，威脅否則將會槍殺其中4名人質之時，其中兩名被挾持的職員自行鬆綁，及與其他被挾持的職員合力制服疑犯。期間雙方爆發打鬥，疑犯一度鳴槍三響，可幸並無命中。縱然此事最終得以圓滿解決，時宜正值香港經濟起飛年代，警務處瞻望到往後可能面對更多雷同事件，希望以非武力形式解決；為了防範於未然，提高反恐怖活動及處理嚴重罪案的警察力量，警務處隨即參考英國有關部門，於翌年成立警察談判組，負責反恐怖活動談判。
香港政府在反恐怖活動政策上，一向採取防微杜漸的措施。除了與海外相關單位保持緊密聯繫，以獲得最新資訊及情報外，在保安方面亦採取積極預防的態度，將一切可能發生的恐怖活動消滅於萌芽狀態。因此，為了增加經驗及善用人力資源，警察談判組於1985年起肩負處理挾持人質、絕困及企圖自殺案件等談判。

### 開始轉介獲拯救者，以提高後續生還率
1998年，發生一宗一名欲輕生的父親被談判專家說服後，在兩星期後連同兩名孩子在汽車中呼吸一氧化碳自盡。參與警察談判組的策劃及培育訓練等事務的組員劉達強認為此事件「是血腥的教訓，警醒了我們！」從此以後，劉達強開始提倡遊說企圖自殺者放棄輕生念頭後的跟進工作，向分區軍裝巡邏人員灌輸化解危機後務必護送企圖自殺者往醫院，轉介與社會工作者、心理學家及精神科醫生等其他範疇的專業人士面談及輔導，以防止他們被游說拯救後，因為無適時的幫助而再次傷害自己，甚至再次自殺；並且加強與上述專業人士界別溝通，以增加交流及砥礪。此後，警務處開始更多引用《香港法例》第136章《精神健康條例》71B將部份被游說拯救後的人士送往醫院，接受進一步的幫助。此外，警察談判組又開始在警務處內部舉辦不同的講座，傳授警務人員危機處理初步技巧，靈活運用以指揮牽頭並輔以談判與拯救雙線並行的策略，以及可以適當及適時動用的權力。
2001年，警察談判組首次舉行不設職級限制（過往限制於督察級人員投考）的招募，13名人員成功通過談判課程，其中6名分別為兩名警長以及4名警員（其中3名為女性），成為首批加入警察談判組的員佐級人員。
2004年，警察談判組出動了142次（892小時工作時間），當中9宗為挾持人質案件。
2000年代起，警察談判組採取比較以往主動的方針及策略，尤其是積極介入於近年在國際上新興及被日益關注的公眾活動談判，以協助處理大型公眾活動的協調事務。2005年，警察談判組首次派遣人員前往世界貿易組織第六次部長級會議相關現場駐守，確保遊行以至示威盡可能以和平的方式進行。

### 領導其他機構合作，防止自毀自殺事件
2007年，警察談判組舉辦第8屆國際談判專業工作會議。同年至2008年，鑑於發生了不少校園自殺案件，警察談判組與香港大學行為健康教研中心合作研究及推廣防止自殺及自毀行為的計劃，包括加強警務人員對處理自殺危機的訓練等。此外，亦與醫院管理局、多間社會福利機構、小學及中學合作，共同策劃及製作防止自殺及自毀行為的文字及視像教材套。於2008年及2010年，警察談判組與香港基督教服務處合作舉辦校園自殺危機講座及聯合編制《校園危機談判建議》。
2008年，警察談判組組員黃廣興被邀請遠赴蘇格蘭警察學院擔任蘇格蘭挾持人質談判專家課程的導師。2010年，警察談判組警司黃廣興被邀請遠赴蘇格蘭擔任其中一位談判相關課程主管，而總督察陳嘉寶亦應邀前往新西蘭協助培訓。
2011年，警察談判組獲得公務員事務局頒授該年度的新增類別「危機 / 突發事件支援服務獎」金獎。同年開始，警察談判組主動到訪公共服務單位，例如學校，為教師及職員提供危險處理訓練；亦向醫院單位為醫護人員提供危機處理及談判技巧工作坊，增加醫護人員認知處理病人家屬因為喪親而可能出現的危險性行為及處理其他危機的意識與談判技巧。此外，警察談判組亦擬定與香港大學社會科學學院香港賽馬會防止自殺研究中心合作，研究加強於防止自殺方向，防範悲劇發生。2012年3月下旬，警察談判組與香港基督教服務處再度合作，為500多名中學校長、訓導主任、學校社會工作者及約50名警察學校聯絡主任舉辦長達3小時的校園危機處理講座，內容涵蓋時下香港青少年自殺的現像解說、談判技巧分享、模擬危機處理場景討論及校園自殺危機中警察與學校協作的機制介紹。
經過近一年時間的咨詢以及研究海外相關單位，警察談判組於2012年制定「願景、使命及宣言」，為警察談判組的定向、目標及未來路向提供清晰指引。同年，公共治安（危機談判）深造文憑課程獲得認證為香港資歷架構中的第六級。同年9月，法國危機處理訓練專家Eric Blondeau遠道來臨香港，為警察談判組提供為期4日的重點訓練，內容主要從行為學與大腦決策的角度深入剖析談判過程，相應分析對談判人員自身的心理及生理狀態、被說服者的行為反應及談判中的微妙變化等。同年11月，警察談判組邀請前美國聯邦調查局反恐專家Thomas Strentz主持講座，內容包括挾持人質、反恐怖活動及戰術性談判等。同月，警察談判組主管黃廣興警司帶同兩名組員前往澳大利亞悉尼，參加2013年國際談判人員專業工作會議。

## 遴選訓練
投考加入警察談判組的人員必須擁有至少兩年年資，服務紀錄良好，思想成熟、頭腦冷靜、思緒敏銳、具有積極態度、自發性及無比耐性、具有高度團體精神，並且擁有上佳溝通能力，包括能夠講流利的英語及粵語；而隨著近年的遊說對象增加了中國大陸人，能夠流利使用普通話及其他中國方言的投考人，以及能夠講其他外語的投考人，均會獲得優先考慮。獲得所屬主管的推薦後，投考人會接受遴選。

### 遴選
投考加入警察談判組的人員必須先通過為期兩日的遴選（兩年一度，逢單數年舉辦），包括兩部份筆試、即席演講、演練及小組面試合共4個環節，主要測試投考人在承受高度壓力，及在惡劣情況下執行職務的心理質素以及綜合能力。兩部份筆試為測試投考人的智力商數、情緒商數及承認壓力的能力；即席講演為測試投考人的溝通和解決問題的技巧和能力；演練為方便考官觀察投考人處理事件時的行為、反應及團體合作性；最後為由警察談判組主管領導資深組員主持的小組面試。於2001年舉行的遴選，約160名人員投考，結果只有18名通過。於2009年舉行的遴選，約50名人員投考，結果只有15名通過。於2011年舉行的遴選，有幾百名人員投考，結果只有十數名通過。於2013年舉行的遴選，結果只有20名通過。

### 危機談判課程
成功通過遴選的投考人，會返回香港警察學院接受為期兩週的危機談判課程（英文：Crisis Negotiation Course，縮寫：CNC）於2009年起更改為留宿模式，舉行時間為每日早上8時30分至午夜，日間用作課堂理論、講解（包括邀請心理服務課警察臨床心理學家以至外來相關單位以及機構舉辦講座，例如撒瑪利亞防止自殺會等）；黃昏至午夜為實務演練（而談判對象由資深人員乃至教官擔任），體能訓練包括在內，以確保人員能夠應付在惡劣環境下執勤時，長時間的精神消耗以及體能鍛鍊。危機談判課程的設計揉合香港特色及最新穎的海外經驗，務求使到人員能夠全面掌握綜合性的談判技巧，內容包括危機談判原則、反恐怖活動、積極傾聽技巧、壓力管理、企圖自殺處理、脅持人質處理、與其他單位合作的模式、中介人使用、公眾活動處理技巧、戰術性談判及通訊器材運用等。實務演練當中，包括一項在香港國際機場與機場特警組聯合舉辦的演習。於2009年危機談判課程，結果只有13名通過。於2011年危機談判課程，結果只有逾13名通過。

### 實習時期
成功通過危機談判課程的人員，會被編列作為試用人員，輪流被派遣與其他資深成員一同處理個案，最後通過為期半年的實習時期才能夠成為正式一員。

## 培訓
人員及後需要定期接受訓練以及深造課程，每季均會自行演習，另外亦會參與和其他反恐怖活動單位聯合演習，以提升其應變能力，並且參加國際反恐談判研討會及遠赴海外（包括英國及美國聯邦警察特種警察部隊等）接受相關的危機談判訓練等另外，因應警察談判組人員經常需要在高處與絕困乃至企圖自殺者談判，故此，警察談判組亦會邀請警察高空工作隊為其提供高空工作訓練。
人員每年的執勤時數不得少於40小時，否則不能夠確認於下年度繼續執勤。

### 高級危機談判課程
高級危機談判課程（英文：Advanced Crisis Negotiation Course）為期3日，內容包括行為科學、風險評估、評估工具及情緒性思維、談判及博弈原則、傾聽技巧、危機介入、相互行為牽動、行為改變漸進模式及談判解決模式、自殺干預、談判及行動單位的指揮及管理、危機事件的組成及過程、危機事件的壓力管理和檢討、跨世代的行為剖析及精神病理學等。

### 人質及危機談判高階訓練課程
人質及危機談判高階訓練課程（英文：Advanced Training Course on Hostage and Crisis Negotiation）為期5日，用以加強人員在執行反恐怖活動談判時的能力，旨在幫助人員深入地了解海外執法部門在處理挾持人質事件、反恐怖活動談判、公眾活動及網絡談判等時的最新談判策略，並且通過模擬演練、小組討論和個案研討等方式，透過情境為本的演練進行交流，深入探討戰術性談判的各項考慮因素，強化警察談判組與其他行動單位的協作關係等。除了警察談判組外，人員同時包括水警總區、警察機動部隊、衝鋒隊、機場特警組、特別任務連及反恐怖活動及內部保安組等行動處單位。

### 公共治安（危機談判）深造文憑課程
公共治安（危機談判）深造文憑課程（英文：Post-graduate Diploma Programme in Public Order Studies (Crisis Negotiation)）為期兩年，由警察談判組與香港大學專業進修學院於2012年10月起合作舉辦首屆，為警務處架構中首個具備學分豁免安排，並且獲得認證為香港資歷架構中的第六級（與碩士學位相同級別）的課程。內容分為5個單元：公共治安、危機管理及指揮、人權及執法、危機談判的研究及危機談判的專業實務工作。首屆共19名警察談判組人員畢業。

## 聯合訓練
警察談判組除了訓練香港警務人員外，亦為到其他香港紀律部隊（例如香港消防處及懲教署等）以至中國大陸以及海外人員提供訓練，包括中華人民共和國廣州市公安局反恐支隊、中國公安部反恐怖局、澳門司法警察局、新加坡警察部隊、新西蘭及蘇格蘭相關單位等。此外，警務處部門諸如機場特警組、反恐特勤隊、特別任務連及心理服務課等亦會派員出席觀摩、交流以至訓練。

### 反恐應急談判人員培訓班
反恐應急談判人員培訓班（英文：Introductory Crisis Negotiation Course）於2003年起舉辦，為期5日，分為日間學習課堂及晚間實際地理環境演習訓練，透過互動教學的模式，令學員快速地吸收及掌握反恐怖活動及處理脅持人質案件時所需要的談判技巧。自2003年起截至2014年共舉辦過7次，專門為中國公安部提供。

### 處理脅持人質事件談判訓練班
處理脅持人質事件談判訓練班（英文：Hostage Negotiation Course）為期5日，內容與反恐應急談判人員培訓班大致上相同，惟不包括反恐怖活動部份，專門為懲教署提供。

## 裝備

### 個人
- 防彈盔
- 防彈衣

### 其他
- 通訊器材
- 談判球：為綠色，中空的透視球體，以塑料製造，能作遠距離攝影、錄影、麥克風和喇叭功能，由警察談判組研究製造，於2004年發明，歷年大量製造予衝鋒隊以備所需[32][33]。人員可以遙控談判球，在游說時以鏡頭觀看目標的一舉一動，以幫助於一些受到現場環境所限制，未能近距離接觸事主，甚者在目標有暴力傾向時，談判仍然能夠順利進行。近年，談判球的外殼改用綠色塑料，以防拋下時會產生火花，收音能力和話音清晰度亦較前有提高。
- 談判棍：為灰色，長一米多，最長可伸延至2.7米的伸縮棍。製料和功能同上，由警察談判組研究製造。[34][35][36]
- 長距離揚聲裝置，於2009年引進，共有兩部，可以讓人員向位於遠距離的人士談判[37][38]。

## 大事記
- 2000年7月31日：一架從日本東京經由台北抵達香港的國泰航空波音747廣體客機，在準備啟程往法國巴黎期間，被一名手持曲尺手槍的男子由候機室衝入機艙，騎劫客機。該持槍男子反鎖飛機門，挾持一名清潔女工。機場特警組空群出動，封鎖了14道登機門及將飛機重重包圍，同時疏散群眾。於凌晨時，持槍男子發出通牒，命令機場特警組在5分鐘內撤退，否則槍殺人質。於0時43分，特別任務連登機，警察談判組成功勸服疑犯[39]，營救人質[40][41][42][43]。
- SARS事件
- 香港反對世貿遊行衝突：當時成立了由20名警察談判組人員所組成的警察與非政府組織聯絡小組，負責與27個本地及海外示威組織共接觸了160次。除了溝通及協調示威活動外，亦在衝突發生後，慰問傷者及與韓國示威者之領袖會面[44]。
- 2014年9月至12月佔領中環：警察談判組出動至多處與示威者溝通，並且擔任遊說工作，工作時間每每從12小時起，甚至數十小時。

## 著名組員
- 劉達強

## 以警察談判組為題材的作品

### 電視劇
香港電台
- 《執法群英──生死一線》（2003年）

無線電視
- 《談判專家》（2002年）

### 電影
- 《暗戰》（1999年）
- 《暗戰2》（2001年）
- 《談判專家》（2024年）

### 電視節目
- 《不可能任務 (第二輯)》（2023年）

## 相關參見
- 警察高空工作隊
- 特別任務連
- 反恐特勤隊
- 機場特警組
- 鐵路警區應變小組